# Stand!
Az 1969-es Stand! a Sly and the Family Stone nagylemeze. A Sly Stone énekes által írt album hozta meg az együttes számára az áttörést. Több mint hárommillió példányban kelt el, és a 60-as évek egyik legnagyobb sikere lett. 1969. december 4-én aranylemez lett (500 000 eladott példány). 1986-ra egymillió példányt értékesítettek, így november 26-án platinalemez lett. 2003-ban a Rolling Stone Minden idők 500 legjobb albuma listáján a 118. helyre került. Szerepel az 1001 lemez, amit hallanod kell, mielőtt meghalsz című könyvben.

## Az album dalai
| 1. | Stand!                       | Sly Stone | 3:08 |
| 2. | Don't Call Me Nigger, Whitey | Sly Stone | 5:58 |
| 3. | I Want to Take You Higher    | Sly Stone | 5:22 |
| 4. | Somebody's Watching You      | Sly Stone | 3:20 |
| 5. | Sing a Simple Song           | Sly Stone | 3:56 |

| 1. | Everyday People            | Sly Stone | 2:21  |
| 2. | Sex Machine                | Sly Stone | 13:45 |
| 3. | You Can Make It If You Try | Sly Stone | 3:37  |

## Helyezések
| Cím                       | Lista (1969–1970)          | Helyezés |
| ------------------------- | -------------------------- | -------- |
| Stand!                    | U.S. Billboard Pop Albums  | 13       |
| Stand!                    | U.S. Top R&B Albums        | 3        |
| Everyday People           | U.S. Billboard Pop Singles | 1        |
| Everyday People           | U.S. Billboard R&B Singles | 1        |
| Sing a Simple Song        | U.S. Billboard Pop Singles | 89       |
| Sing a Simple Song        | U.S. Billboard R&B Singles | 28       |
| Stand!                    | U.S. Billboard Pop Singles | 22       |
| Stand!                    | U.S. Billboard R&B Singles | 14       |
| I Want to Take You Higher | U.S. Billboard Pop Singles | 38       |
| I Want to Take You Higher | U.S. Billboard R&B Singles | 24       |

## Kislemezek
- Everyday People/Sing a Simple Song
- Stand!/I Want to Take You Higher (1970-ben fordított oldalakkal jelent meg)

## Közreműködők
- Sly Stone – ének, orgona, gitár, zongora, szájharmonika, vokóder és basszusgitár a You Can Make It If You Try dalon
- Freddie Stone – ének, gitár
- Larry Graham – ének, basszusgitár (1-7)
- Rose Stone – ének, zongora, billentyűk
- Cynthia Robinson – trombita, háttérvokál az I Want to Take You Higher-ön
- Jerry Martini – szaxofon, háttérvokál az I Want to Take You Higher-ön
- Greg Errico – dobok, háttérvokál I Want to Take You Higher-ön
- Little Sister (Vet Stone, Mary McCreary, Elva Mouton) – háttérvokál a Stand!, Sing a Simple Song, Everyday People és I Want to Take you Higher dalokon